# Donja Trepča (Serbia)
Donja Trepča (cyr. Доња Трепча) – wieś w Serbii, w okręgu morawickim, w mieście Čačak. W 2011 roku liczyła 989 mieszkańców.